# Silvia Limones Costa
Silvia Limones Costa (Eivissa, 27 d'abril de 1978) és una política balear, diputada al Parlament de les Illes Balears en la IX legislatura.
És llicenciada en geologia i una enamorada del flamenc. Militant del PSIB-PSOE, fou elegida regidora de l'ajuntament de Sant Antoni de Portmany a les eleccions municipals espanyoles de 2007 i 2011. Endemés, de 2007 a 2011 fou delegada a Eivissa de Ports de les Illes Balears.
Fou elegida diputada per Eivissa a les eleccions al Parlament de les Illes Balears de 2015. És secretària de la Comissió de Medi Ambient i Ordenació Territorial del Parlament Balear.
A l'any 2015 va rebre, mentre tenia lloc el debat del projecte de pressupostos del 2016, la notícia de que havia guanyat el segon premi de la loteria de Nadal.